# Красносакмарск
 Красносакмарск  — деревня в Кувандыкском городском округе Оренбургской области.

## География
Находится на правом берегу реки Сакмара на расстоянии примерно 2 километров на запад от окружного центра города Кувандык.

## Климат
Климат умеренно-континентальный. Времена года выражены чётко. Среднегодовая температура по району изменяется от +4,0 °C до +4,8 °C. Самый холодный месяц года — январь, среднемесячная температура около −20,5…−35 °C. Атмосферных осадков за год выпадает от 300 до 450—550 мм, причём большая часть приходится на весенне-летний период (около 70 %). Снежный покров довольно устойчив, продолжительность его, в среднем, 150 дней.

## История
Согласно местным преданиям, в старину на этом месте стояла башкирская деревушка Урге Бишай («Верхний Бишай»), называвшаяся так в отличие от деревни Тубэнге Бишай («Нижний Бишай»), которая расположена ниже по Сакмаре. В первой половине 1920-х годов земля была продана русским переселенцам из Новосамарска, в 1926 году башкиры ушли отсюда на новое место (ныне Тлявгулово). У деревни есть и второе, неофициальное наименование — Русская Бишайка. В 1960-1971 гг. являлась административным центром  Касносакмарского сельсовета. До 2016 года входила в Красносакмарский сельсовет Кувандыкского района, после реорганизации этих муниципальных образований в составе Кувандыкского городского округа.

## Население
Постоянное население составляло 26 человек в 2002 году (русские 96 %), 28 в 2010 году.